# Gran Premio d'Ungheria 1992
Il Gran Premio d'Ungheria 1992 si è svolto domenica 16 agosto 1992 sull'Hungaroring a Budapest. La gara è stata vinta da Ayrton Senna su McLaren seguito da Nigel Mansell su Williams e da Gerhard Berger su McLaren.  Dopo questa corsa Mansell diviene matematicamente campione del mondo 1992, a 5 Gran Premi dalla fine (record rimasto imbattuto fino al 2002).

## Prima della gara
- La Scuderia Ferrari annuncia che Ivan Capelli non sarà rinconfermato per la stagione 1993.
- Eric van de Poele abbandona la Brabham, prendendo il posto di Chiesa alla Fondmetal. Il team inglese, ormai al collasso finanziario (andrà in bancarotta pochi giorni dopo la gara), schiera solo la vettura di Damon Hill.
- La March annuncia che il pilota italiano Emanuele Naspetti, al momento impegnato in F3000, sostituirà Paul Belmondo a partire dal successivo Gran Premio del Belgio

## Pre-qualifiche
Al termine della sessione i giudici di gara stigmatizzano il pessimo comportamento della scuderia Andrea Moda tenuto nei confronti della sua seconda guida, Perry McCarthy, fatto scendere in pista quando mancavano solo 45" allo scadere delle pre-qualifiche, minacciandoli di squalifica qualora avessero tenuto di nuovo un comportamento simile. 
| Pos | No | Pilota            | Costruttore                   | Tempo    |
| --- | -- | ----------------- | ----------------------------- | -------- |
| 1   | 15 | Gabriele Tarquini | Fondmetal-Ford-Cosworth       | 1:22.412 |
| 2   | 14 | Eric van de Poele | Fondmetal-Ford-Cosworth       | 1:23.398 |
| 3   | 30 | Ukyo Katayama     | Venturi-Larrousse Lamborghini | 1:24.421 |
| 4   | 34 | Roberto Moreno    | Andrea Moda-Judd              | 1:25.567 |
| 5   | 35 | Perry McCarthy    | Andrea Moda-Judd              | No time  |

## Qualifiche
Come al solito le due Williams - Renault monopolizzano la prima fila; in Ungheria è Patrese a conquistare la pole position davanti al compagno di squadra Mansell. Terzo è Senna, seguito da Schumacher, Berger, Brundle, Alboreto e Boutsen; chiudono la top ten Alesi e Capelli. In fondo alla griglia Hill qualifica per la seconda volta nella stagione la sua Brabham; per lo storico team inglese si tratta dell'ultima partecipazione ad un Gran Premio di Formula 1. Entrambe le Minardi mancano la qualificazione alla gara; non accadeva dal Gran Premio del Belgio 1988. Per l'ultima volta nella storia della Formula 1 si svolge una sessione di prequalifiche.

### Classifica
| Pos                     | No | Pilota             | Costruttore                     | Tempo    | Distacco |
| ----------------------- | -- | ------------------ | ------------------------------- | -------- | -------- |
| 1                       | 6  | Riccardo Patrese   | Williams - Renault              | 1:15.476 |          |
| 2                       | 5  | Nigel Mansell      | Williams - Renault              | 1:15.643 | +0.167   |
| 3                       | 1  | Ayrton Senna       | McLaren - Honda                 | 1:16.267 | +0.791   |
| 4                       | 19 | Michael Schumacher | Benetton - Ford                 | 1:16.524 | +1.058   |
| 5                       | 2  | Gerhard Berger     | McLaren - Honda                 | 1:17.277 | +1.801   |
| 6                       | 20 | Martin Brundle     | Benetton - Ford                 | 1:18.148 | +2.672   |
| 7                       | 9  | Michele Alboreto   | Footwork - Mugen-Honda          | 1:18.604 | +3.128   |
| 8                       | 25 | Thierry Boutsen    | Ligier - Renault                | 1:18.616 | +3.140   |
| 9                       | 27 | Jean Alesi         | Ferrari                         | 1:18.665 | +3.189   |
| 10                      | 28 | Ivan Capelli       | Ferrari                         | 1:18.765 | +3.289   |
| 11                      | 26 | Érik Comas         | Ligier - Renault                | 1:18.902 | +3.426   |
| 12                      | 15 | Gabriele Tarquini  | Fondmetal - Ford                | 1:19.123 | +3.647   |
| 13                      | 12 | Johnny Herbert     | Lotus - Ford                    | 1:19.143 | +3.667   |
| 14                      | 10 | Aguri Suzuki       | Footwork - Mugen-Honda          | 1:19.200 | +3.721   |
| 15                      | 29 | Bertrand Gachot    | Venturi Larrousse - Lamborghini | 1:19.365 | +3.889   |
| 16                      | 11 | Mika Häkkinen      | Lotus - Ford                    | 1:19.587 | +4.111   |
| 17                      | 17 | Paul Belmondo      | March - Ilmor                   | 1:19.626 | +4.150   |
| 18                      | 14 | Eric van de Poele  | Fondmetal - Ford                | 1:19.776 | +4.300   |
| 19                      | 4  | Andrea De Cesaris  | Tyrrell - Ilmor                 | 1:19.867 | +4.391   |
| 20                      | 30 | Ukyo Katayama      | Venturi Larrousse - Lamborghini | 1:19.990 | +4.514   |
| 21                      | 33 | Maurício Gugelmin  | Jordan - Yamaha                 | 1:20.023 | +4.547   |
| 22                      | 3  | Olivier Grouillard | Tyrrell - Ilmor                 | 1:20.063 | +4.587   |
| 23                      | 16 | Karl Wendlinger    | March - Ilmor                   | 1:20.315 | +4.839   |
| 24                      | 32 | Stefano Modena     | Jordan - Yamaha                 | 1:20.707 | +5.231   |
| 25                      | 8  | Damon Hill         | Brabham - Judd                  | 1:20.781 | +5.305   |
| 26                      | 22 | Pierluigi Martini  | Scuderia Italia - Ferrari       | 1:20.988 | +5.512   |
| Vetture non qualificate |    |                    |                                 |          |          |
| NQ                      | 24 | Gianni Morbidelli  | Minardi - Ford                  | 1:21.246 | +5.770   |
| NQ                      | 21 | Jyrki Järvilehto   | Scuderia Italia - Ferrari       | 1:21.288 | +5.812   |
| NQ                      | 23 | Alessandro Zanardi | Minardi - Ford                  | 1:21.756 | +6.280   |
| NQ                      | 34 | Roberto Moreno     | Moda - Judd                     | 1:22.286 | +6.810   |

## Gara
Al via Patrese mantiene la testa della corsa, mentre Mansell viene sopravanzato da Senna e Berger. Nelle retrovie le due Ligier entrano in collisione, Boutsen va a sbattere contro le barriere mentre Comas nel rientrare in pista va a colpire Herbert. Pure Tarquini è costretto nella sabbia e va a sbattere. Tutti i quattro piloti coinvolti sono costretti al ritiro. Intanto Mansell ha la meglio su Berger già all'ottavo passaggio, ma resta bloccato alle spalle di Senna; al 31º giro Mansell esce di pista nel tentativo di superarlo, perdendo nuovamente la posizione a vantaggio di Berger. Superato rapidamente l'austriaco, Mansell si mette nuovamente a caccia di Senna. Tuttavia l'inglese smette di pressare il brasiliano quando, nel corso del 39º giro, il suo compagno di squadra esce di pista, ritirandosi poco più tardi con il motore rotto; a questo punto a Mansell basta il secondo posto per conquistare matematicamente il primo titolo iridato della sua carriera.
L'inglese è costretto ad una sosta supplementare per un problema tecnico, ma non ha problemi a risalire nuovamente in seconda posizione, sfruttando anche il ritiro di Schumacher e le difficoltà di Brundle, alle prese con problemi al cambio. Nelle fasi finali di gara si mette in luce Häkkinen, che dopo aver superato Brundle prova a insidiare la terza posizione di Berger, ma il tentativo di sorpasso fallisce. Senna conquista la sua seconda vittoria stagionale, mentre Mansell si laurea Campione del Mondo a cinque gare dalla conclusione del Mondiale grazie al secondo posto; terzo è Berger, seguito sul traguardo da Häkkinen, Brundle e Capelli. Dopo questa corsa Mansell diviene matematicamente campione del mondo 1992, a 5 Gran Premi dalla fine (record rimasto imbattuto fino al 2002) quando lo Raggiunge Micheal Schumacher con la Ferrari in Francia nel 2002. Per Ivan capelli invece questo è il suo ultimo arrivo a punti della sua carriera.

### Classifica
| Pos      | N. | Pilota             | Costruttore/Motore              | Giri | Tempo/Ritiro                              | Griglia | Punti |
| -------- | -- | ------------------ | ------------------------------- | ---- | ----------------------------------------- | ------- | ----- |
| 1        | 1  | Ayrton Senna       | McLaren - Honda                 | 77   | 1:46'19.216                               | 3       | 10    |
| 2        | 5  | Nigel Mansell      | Williams - Renault              | 77   | +40.139                                   | 2       | 6     |
| 3        | 2  | Gerhard Berger     | McLaren - Honda                 | 77   | +50.782                                   | 5       | 4     |
| 4        | 11 | Mika Häkkinen      | Lotus - Ford                    | 77   | +54.313                                   | 16      | 3     |
| 5        | 20 | Martin Brundle     | Benetton - Ford                 | 77   | +57.498                                   | 6       | 2     |
| 6        | 28 | Ivan Capelli       | Ferrari                         | 76   | +1 giro                                   | 10      | 1     |
| 7        | 9  | Michele Alboreto   | Footwork - Mugen-Honda          | 75   | +2 giri                                   | 7       |       |
| 8        | 4  | Andrea De Cesaris  | Tyrrell - Ilmor                 | 75   | +2 giri                                   | 19      |       |
| 9        | 17 | Paul Belmondo      | March - Ilmor                   | 74   | +3 giri                                   | 17      |       |
| 10       | 33 | Maurício Gugelmin  | Jordan - Yamaha                 | 73   | +4 giri                                   | 21      |       |
| 11       | 8  | Damon Hill         | Brabham - Judd                  | 73   | +4 giri                                   | 25      |       |
| Ritirato | 19 | Michael Schumacher | Benetton - Ford                 | 63   | Rottura alettone                          | 4       |       |
| Ritirato | 6  | Riccardo Patrese   | Williams - Renault              | 55   | Motore                                    | 1       |       |
| Ritirato | 22 | Pierluigi Martini  | Scuderia Italia - Ferrari       | 40   | Cambio                                    | 26      |       |
| Ritirato | 30 | Ukyo Katayama      | Venturi Larrousse - Lamborghini | 35   | Motore                                    | 20      |       |
| Ritirato | 27 | Jean Alesi         | Ferrari                         | 14   | Half Shaft                                | 9       |       |
| Ritirato | 29 | Bertrand Gachot    | Venturi Larrousse - Lamborghini | 13   | Rottura alettone                          | 15      |       |
| Ritirato | 10 | Aguri Suzuki       | Footwork - Mugen-Honda          | 13   | Collisione con altre vetture              | 14      |       |
| Ritirato | 3  | Olivier Grouillard | Tyrrell - Ilmor                 | 13   | Collisione con S.Modena, K.Wendlinger     | 22      |       |
| Ritirato | 16 | Karl Wendlinger    | March - Ilmor                   | 13   | Collisione con S.Modena, O.Grouillard     | 23      |       |
| Ritirato | 32 | Stefano Modena     | Jordan - Yamaha                 | 13   | Collisione con K.Wendlinger, O.Grouillard | 24      |       |
| Ritirato | 14 | Eric van de Poele  | Fondmetal - Ford                | 2    | Testacoda                                 | 18      |       |
| Ritirato | 25 | Thierry Boutsen    | Ligier - Renault                | 0    | Collisione alla partenza                  | 8       |       |
| Ritirato | 26 | Érik Comas         | Ligier - Renault                | 0    | Collisione alla partenza                  | 11      |       |
| Ritirato | 15 | Gabriele Tarquini  | Fondmetal - Ford                | 0    | Collisione alla partenza                  | 12      |       |
| Ritirato | 12 | Johnny Herbert     | Lotus - Ford                    | 0    | Collisione alla partenza                  | 13      |       |
| NQ       | 24 | Gianni Morbidelli  | Minardi - Lamborghini           |      |                                           |         |       |
| NQ       | 21 | Jyrki Järvilehto   | Scuderia Italia - Ferrari       |      |                                           |         |       |
| NQ       | 23 | Alessandro Zanardi | Minardi - Lamborghini           |      |                                           |         |       |
| NPQ      | 34 | Roberto Moreno     | Moda - Judd                     |      |                                           |         |       |
| NPQ      | 35 | Perry McCarthy     | Moda - Judd                     |      |                                           |         |       |

## Classifiche Mondiali

### Piloti
| Pos. | Pilota             | Punti |
| ---- | ------------------ | ----- |
| 1    | Nigel Mansell      | 92    |
| 2    | Riccardo Patrese   | 40    |
| 3    | Ayrton Senna       | 34    |
| 4    | Michael Schumacher | 33    |
| 5    | Gerhard Berger     | 24    |
| 6    | Martin Brundle     | 18    |
| 7    | Jean Alesi         | 13    |
| 8    | Mika Häkkinen      | 8     |
| 9    | Michele Alboreto   | 5     |
| 10   | Andrea De Cesaris  | 4     |
| 10   | Érik Comas         | 4     |
| 12   | Karl Wendlinger    | 3     |
| 12   | Ivan Capelli       | 3     |
| 14   | Johnny Herbert     | 2     |
| 14   | Pierluigi Martini  | 2     |
| 16   | Bertrand Gachot    | 1     |

### Costruttori
| Pos. | Team                            | Punti |
| ---- | ------------------------------- | ----- |
| 1    | Williams - Renault              | 132   |
| 2    | McLaren - Honda                 | 58    |
| 3    | Benetton - Ford                 | 51    |
| 4    | Ferrari                         | 16    |
| 5    | Lotus - Ford                    | 10    |
| 6    | Footwork - Mugen-Honda          | 5     |
| 7    | Tyrrell - Ilmor                 | 4     |
| 7    | Ligier - Renault                | 4     |
| 9    | March - Ilmor                   | 3     |
| 10   | Scuderia Italia - Ferrari       | 2     |
| 11   | Venturi Larrousse - Lamborghini | 1     |

## Fonti
- Grandprix.com. URL consultato il 22 giugno 2009.
- GpUpdate.com [collegamento interrotto], su f1.gpupdate.net. URL consultato il 22 giugno 2009.
- Teamdan.org, su silhouet.com. URL consultato il 22 giugno 2009.
- The Official Formula 1 Website, su formula1.com. URL consultato il 22 giugno 2009.